# Lissoteles autumnalis
Lissoteles autumnalis är en tvåvingeart som beskrevs av Martin 1961. Lissoteles autumnalis ingår i släktet Lissoteles och familjen rovflugor. Inga underarter finns listade i Catalogue of Life.